# Copa de las Naciones de la OFC 2002
La Copa de las Naciones de la OFC 2002 fue la sexta edición del máximo torneo a nivel de selecciones de Oceanía. Se disputó en Nueva Zelanda entre el 5 y el 14 de julio de 2002, y fue la primera vez que se utilizó más de un estadio como sede, ya que los partidos se jugaron tanto en el Ericsson Stadium como en el North Harbour Stadium de Auckland.
El torneo, a diferencia de las dos ediciones anteriores, contó con ocho equipos participantes. Esto permitió el regreso al campeonato de las selecciones de Nueva Caledonia y Papúa Nueva Guinea, ausentes desde 1980.
El campeón fue Nueva Zelanda, quien venció a su similar de Australia por 1-0 en el partido decisivo. Esto no solo significo la obtención de su tercer título en este certamen (y primero desde 1998), sino que también, en su calidad de campeón de Oceanía, clasificó a la Copa FIFA Confederaciones 2003 celebrada en Francia.

## Sedes
| Auckland | Nueva Zelanda         | Nueva Zelanda    |
| Auckland | Auckland              | Auckland         |
| -------- | --------------------- | ---------------- |
| Auckland | North Harbour Stadium | Ericsson Stadium |
| Auckland |                       |                  |

## Equipos participantes
Al no disputarse más la Copa Melanesia ni Polinesia, usadas en ediciones anteriores como torneos eliminatorios, la OFC organizó una ronda clasificatoria disputada en Apia, Samoa, en la que participaron los cuatro equipos peor ubicados en el ranking FIFA: Papúa Nueva Guinea, Samoa, Samoa Americana y Tonga; y Nueva Caledonia, que en ese entonces no estaba afiliada al organismo mundial. Islas Cook, que había clasificado para los torneos de 1998 y 2000 no participó, mientras que las selecciones de Australia, Fiyi, Islas Salomón, Nueva Zelanda, Tahití y Vanuatu clasificaron automáticamente al torneo.
| Equipos participantes | Equipos participantes | Equipos participantes | Equipos participantes |
| --------------------- | --------------------- | --------------------- | --------------------- |
| Australia             | Fiyi                  | Islas Salomón         | Nueva Zelanda         |
| Nueva Caledonia       | Papúa Nueva Guinea    | Tahití                | Vanuatu               |

## Resultados

### Primera fase

#### Grupo A
| Pos. | Equipo          | Pts. | PJ | G | E | P | GF | GC | Dif. | Clasificación |
| ---- | --------------- | ---- | -- | - | - | - | -- | -- | ---- | ------------- |
| 1    | Australia       | 9    | 3  | 3 | 0 | 0 | 21 | 0  | +21  | Segunda fase  |
| 2    | Vanuatu         | 6    | 3  | 2 | 0 | 1 | 2  | 2  | 0    | Segunda fase  |
| 3    | Fiyi            | 3    | 3  | 1 | 0 | 2 | 2  | 10 | −8   |               |
| 4    | Nueva Caledonia | 0    | 3  | 0 | 0 | 3 | 1  | 14 | −13  |               |

 Fuente: 
| 6 de julio de 2002 | Fiyi                   | 2:1 (1:0) | Nueva Caledonia | Ericsson Stadium, Auckland                           |                                                      |
|                    | Toma 23' · Bukandi 49' |           | Sinero 79'      | Asistencia: 1000 espectadores Árbitro(s): Derek Rugg | Asistencia: 1000 espectadores Árbitro(s): Derek Rugg |

| 6 de julio de 2002 | Australia                  | 2:0 (0:0) | Vanuatu | Ericsson Stadium, Auckland                                 |                                                            |
|                    | Mori 69' · Despotovski 85' |           |         | Asistencia: 1000 espectadores Árbitro(s): Charles Aiiotima | Asistencia: 1000 espectadores Árbitro(s): Charles Aiiotima |

| 8 de julio de 2002 | Vanuatu    | 1:0 (1:0) | Fiyi | Ericsson Stadium, Auckland                               |                                                          |
|                    | Marango 6' |           |      | Asistencia: 800 espectadores Árbitro(s): Joakim Sosongan | Asistencia: 800 espectadores Árbitro(s): Joakim Sosongan |

| 8 de julio de 2002 | Australia | 11:0 (5:0) | Nueva Caledonia | Ericsson Stadium, Auckland                          |                                                     |
|                    | Despotovski 2' 56' (pen.) 76' 77' · Horvat 15' · Chipperfield 22' 35' · Mori 34' · Constanzo 86' · Porter 86' · Trimboli 90+1' |            |                 | Asistencia: 200 espectadores Árbitro(s): Derek Rugg | Asistencia: 200 espectadores Árbitro(s): Derek Rugg |

| 10 de julio de 2002 | Vanuatu | 1:0 (0:0) | Nueva Caledonia | Ericsson Stadium, Auckland                                 |                                                            |
|                     | Iwai 6' |           |                 | Asistencia: 500 espectadores Árbitro(s): Charles Ariiotima | Asistencia: 500 espectadores Árbitro(s): Charles Ariiotima |

| 10 de julio de 2002 | Australia                                                                     | 8:0 (5:0) | Fiyi | Ericsson Stadium, Auckland                           |                                                      |
|                     | Milicic 4' · Porter 7' 12' 45' 52' · Juric 36' · Trimboli 46' · de Amicis 89' |           |      | Asistencia: 1000 espectadores Árbitro(s): Derek Rugg | Asistencia: 1000 espectadores Árbitro(s): Derek Rugg |

### Grupo B
| Pos. | Equipo             | Pts. | PJ | G | E | P | GF | GC | Dif. | Clasificación |
| ---- | ------------------ | ---- | -- | - | - | - | -- | -- | ---- | ------------- |
| 1    | Nueva Zelanda      | 9    | 3  | 3 | 0 | 0 | 19 | 2  | +17  | Segunda fase  |
| 2    | Tahití             | 6    | 3  | 2 | 0 | 1 | 6  | 7  | −1   | Segunda fase  |
| 3    | Islas Salomón      | 1    | 3  | 0 | 1 | 2 | 3  | 9  | −6   |               |
| 4    | Papúa Nueva Guinea | 1    | 3  | 0 | 1 | 2 | 2  | 12 | −10  |               |

 Fuente: 
| 5 de julio de 2002 | Papúa Nueva Guinea | 0:0 | Islas Salomón | North Harbour Stadium, Auckland                          |  |
|                    |                    |     |               | Asistencia: 1000 espectadores Árbitro(s): Matthew Breeze |  |

| 5 de julio de 2002 | Nueva Zelanda                                          | 4:0 (1:0) | Tahití | North Harbour Stadium, Auckland                         |                                                         |
|                    | Nelsen 30' · Vicelich 49' · Urlovic 80' · Campbell 88' |           |        | Asistencia: 1000 espectadores Árbitro(s): Harry Attison | Asistencia: 1000 espectadores Árbitro(s): Harry Attison |

| 7 de julio de 2002 | Tahití                                         | 3:2 (0:2) | Islas Salomón          | North Harbour Stadium, Auckland                          |                                                          |
|                    | Booene 42' · Tagawa 57' · Fatupua-Lecaill 90+' |           | Daudau 8' · Menapi 25' | Asistencia: 1000 espectadores Árbitro(s): Matthew Breeze | Asistencia: 1000 espectadores Árbitro(s): Matthew Breeze |

| 7 de julio de 2002 | Nueva Zelanda                                                                         | 9:1 (4:1) | Papúa Nueva Guinea | North Harbour Stadium, Auckland                         |                                                         |
|                    | Killen 9' 10' 28' 51' · Campbell 27' 85' · Nelsen 54' · Burton 87' · de Gregorio 90+' |           | Aisa 35' (pen.)    | Asistencia: 1000 espectadores Árbitro(s): Leone Rakaroi | Asistencia: 1000 espectadores Árbitro(s): Leone Rakaroi |

| 9 de julio de 2002 | Tahití                      | 3:1 (1:1) | Papúa Nueva Guinea | North Harbour Stadium, Auckland                        |                                                        |
|                    | Garcia 29' · Tagawa 49' 64' |           | Davani 43'         | Asistencia: 800 espectadores Árbitro(s): Leone Rakaroi | Asistencia: 800 espectadores Árbitro(s): Leone Rakaroi |

| 9 de julio de 2002 | Nueva Zelanda                                                  | 6:1 (3:0) | Islas Salomón | North Harbour Stadium, Auckland                         |                                                         |
|                    | Vicelich 28' 45' · Urlovic 42' · Campbell 50' 75' · Burton 88' |           | Fa'arodo 73'  | Asistencia: 1000 espectadores Árbitro(s): Harry Attison | Asistencia: 1000 espectadores Árbitro(s): Harry Attison |

### Segunda fase
|  | Semifinales            | Semifinales            |   |                        | Final                  | Final               |  |
|  | 12 de julio de 2002    | 12 de julio de 2002    |   |                        | 14 de julio de 2002    | 14 de julio de 2002 |  |
|  |                        |                        |   |                        |                        |                     |  |
|  | 12 de julio - Auckland |                        |   |                        |                        |                     |  |
|  | Australia (t. e.)      | 2                      |   |                        |                        |                     |  |
|  | Tahití                 | 1                      |   |                        |                        |                     |  |
|  |                        |                        |   |                        |                        |                     |  |
|  |                        |                        |   |                        | 14 de julio - Auckland |                     |  |
|  |                        |                        |   |                        | Australia              | 0                   |  |
|  |                        | Nueva Zelanda          | 1 |                        |                        |                     |  |
|  |                        |                        |   |                        |                        |                     |  |
|  |                        |                        |   |                        |                        |                     |  |
|  |                        |                        |   |                        | Tercer lugar           |                     |  |
|  | 12 de julio - Auckland | 12 de julio - Auckland |   | 14 de julio - Auckland | 14 de julio - Auckland |                     |  |
|  | Nueva Zelanda          | 3                      |   | Tahití                 | 1                      |                     |  |
|  | Vanuatu                | 0                      |   |                        | Vanuatu                | 0                   |  |

#### Semifinales
| 12 de julio de 2002 | Australia             | 2:1 (0:1) (t. s.) | Tahití       | Ericsson Stadium, Auckland                          |                                                     |
|                     | Porter 88' · Mori 96' |                   | Zaveroni 38' | Asistencia: 400 espectadores Árbitro(s): Derek Rugg | Asistencia: 400 espectadores Árbitro(s): Derek Rugg |

| 12 de julio de 2002 | Nueva Zelanda                    | 3:0 (2:0) | Vanuatu | Ericsson Stadium, Auckland                               |                                                          |
|                     | Mark Burton 13' 65' · Killen 23' |           |         | Asistencia: 1000 espectadores Árbitro(s): Matthew Breeze | Asistencia: 1000 espectadores Árbitro(s): Matthew Breeze |

#### Tercer Puesto
| 14 de julio de 2002 | Tahití    | 1:0 (0:0) | Vanuatu | Ericsson Stadium, Auckland                              |                                                         |
|                     | Auraa 65' |           |         | Asistencia: 1000 espectadores Árbitro(s): Leone Rakaroi | Asistencia: 1000 espectadores Árbitro(s): Leone Rakaroi |

#### Final
| 14 de julio de 2002 | Australia | 0:1 (0:0) | Nueva Zelanda | Ericsson Stadium, Auckland                                  |                                                             |
|                     |           |           | Nelsen 78'    | Asistencia: 4000 espectadores Árbitro(s): Charles Ariiotima | Asistencia: 4000 espectadores Árbitro(s): Charles Ariiotima |

## Campeón
| Bandera de Nueva Zelanda |
| Campeón Nueva Zelanda    |
| Tercer título            |

## Goleadores
6 goles
- Joel Porter

5 goles
- Bobby Despotovski
- Chris Killen
- Jeff Campbell

4 goles
- Mark Burton

3 goles
- Damian Mori
- Ivan Vicelich
- Ryan Nelsen
- Felix Tagawa

2 goles
- Paul Trimboli
- Scott Chipperfield
- Paul Urlovic

1 gol
- Steve Horvat
- Angelo Costanzo
- Ante Milicic
- Ante Juric
- Fausto De Amicis
- Mehmet Duraković
- Junior Bukaudi
- Veresa Toma
- Andre Sinedo
- Raf de Gregorio
- Joe Aisa
- Reginald Davani
- Commins Menapi
- Henry Fa'arodo
- Patterson Daudau
- Samuel Garcia
- Steve Fatupua-Lecaill
- Sylvain Booene
- Tetahio Auraa
- Teva Zaveroni
- Richard Iwai
- Willie Marango

## Clasificación final
| Equipo | Equipo             | Pts | PJ | PG | PE | PP | GF | GC | Dif | Rend  |
| ------ | ------------------ | --- | -- | -- | -- | -- | -- | -- | --- | ----- |
| 1      | Nueva Zelanda      | 15  | 5  | 5  | 0  | 0  | 23 | 2  | 21  | 100%  |
| 2      | Australia          | 12  | 5  | 4  | 0  | 1  | 24 | 2  | 22  | 80%   |
| 3      | Tahití             | 9   | 5  | 3  | 0  | 2  | 8  | 9  | -1  | 60%   |
| 4      | Vanuatu            | 6   | 5  | 2  | 0  | 3  | 2  | 6  | -4  | 40%   |
| 5      | Fiyi               | 3   | 3  | 1  | 0  | 2  | 2  | 10 | -8  | 33,3% |
| 6      | Islas Salomón      | 1   | 3  | 0  | 1  | 2  | 3  | 9  | -6  | 11,1% |
| 7      | Papúa Nueva Guinea | 1   | 3  | 0  | 1  | 2  | 2  | 12 | -10 | 11,1% |
| 8      | Nueva Caledonia    | 0   | 3  | 0  | 0  | 3  | 1  | 14 | -13 | 0%    |